# Ravenel (Oise)
Ravenel [ʁavnɛl] ist eine französische Gemeinde mit 1.047 Einwohnern (Stand: 1. Januar 2022) im Département Oise in der Region Hauts-de-France (vor 2016: Picardie). Sie gehört zum Arrondissement Clermont, zum Gemeindeverband Plateau Picard und zum Kanton Saint-Just-en-Chaussée. Die Einwohner werden Ravenellois genannt.

## Geographie
Die Gemeinde Ravenel liegt auf einem Plateau westlich der Quelle der Aronde, etwa 30 Kilometer ostnordöstlich von Beauvais und 30 Kilometer westnordwestlich von Compiègne. Umgeben wird Ravenel von den Nachbargemeinden Maignelay-Montigny im Norden, Saint-Martin-aux-Bois im Nordosten und Osten, Léglantiers im Osten und Südosten, Angivillers im Süden, Le Plessier-sur-Saint-Just im Westen sowie Plainval im Nordwesten.

## Bevölkerungsentwicklung
| Jahr                       | 1962 | 1968 | 1975 | 1982 | 1990 | 1999 | 2006 | 2013 | 2021 |
| -------------------------- | ---- | ---- | ---- | ---- | ---- | ---- | ---- | ---- | ---- |
| Einwohner                  | 903  | 898  | 880  | 901  | 909  | 1018 | 1114 | 1139 | 1054 |
| Quellen: Cassini und INSEE |      |      |      |      |      |      |      |      |      |

## Sehenswürdigkeiten
- Kirche Notre-Dame aus dem 16. Jahrhundert, Monument historique seit 1919
- Kapelle
- Schloss Ravenel aus dem 16. Jahrhundert
- Wasserturm

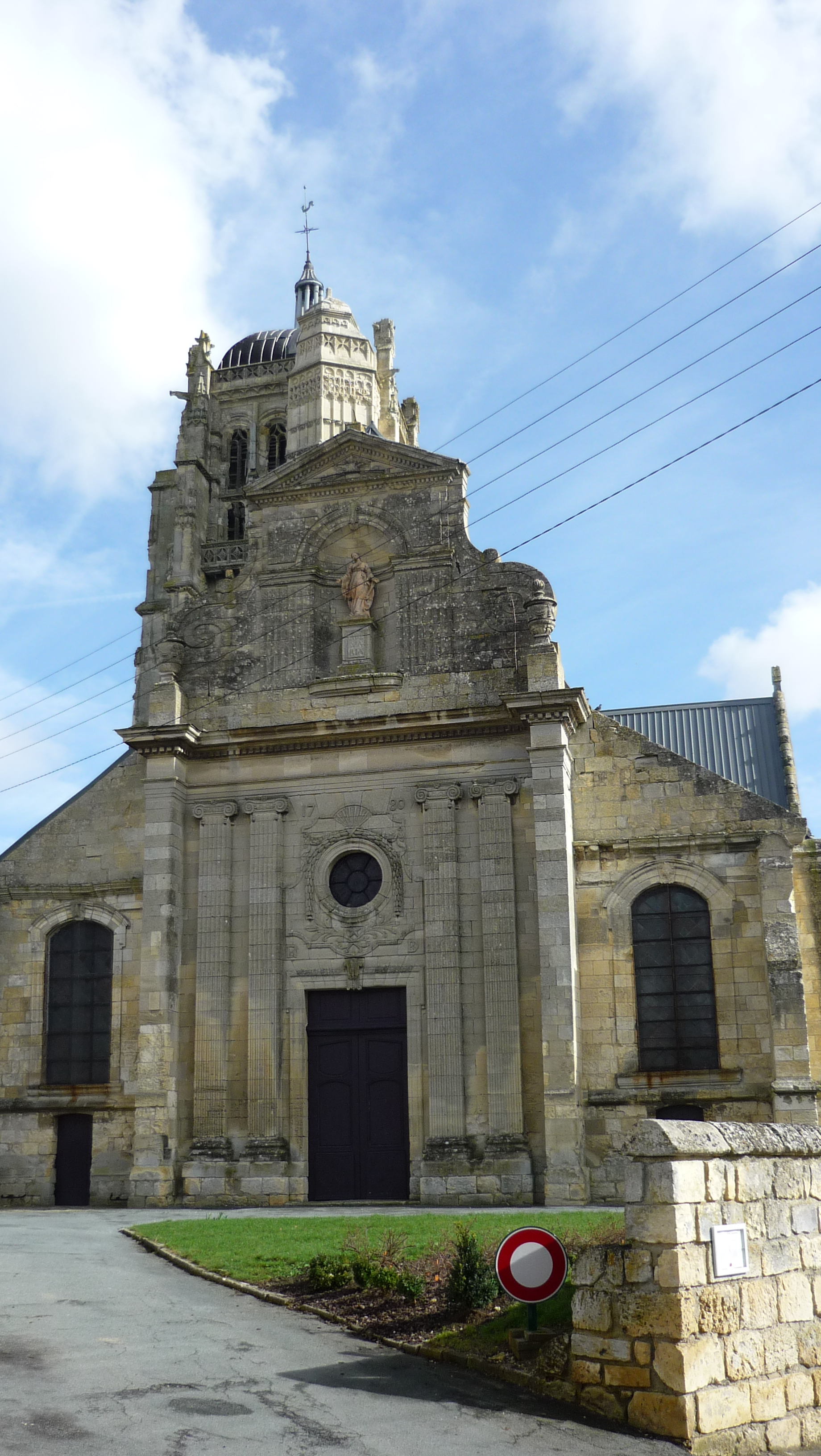
Kirche Notre-Dame
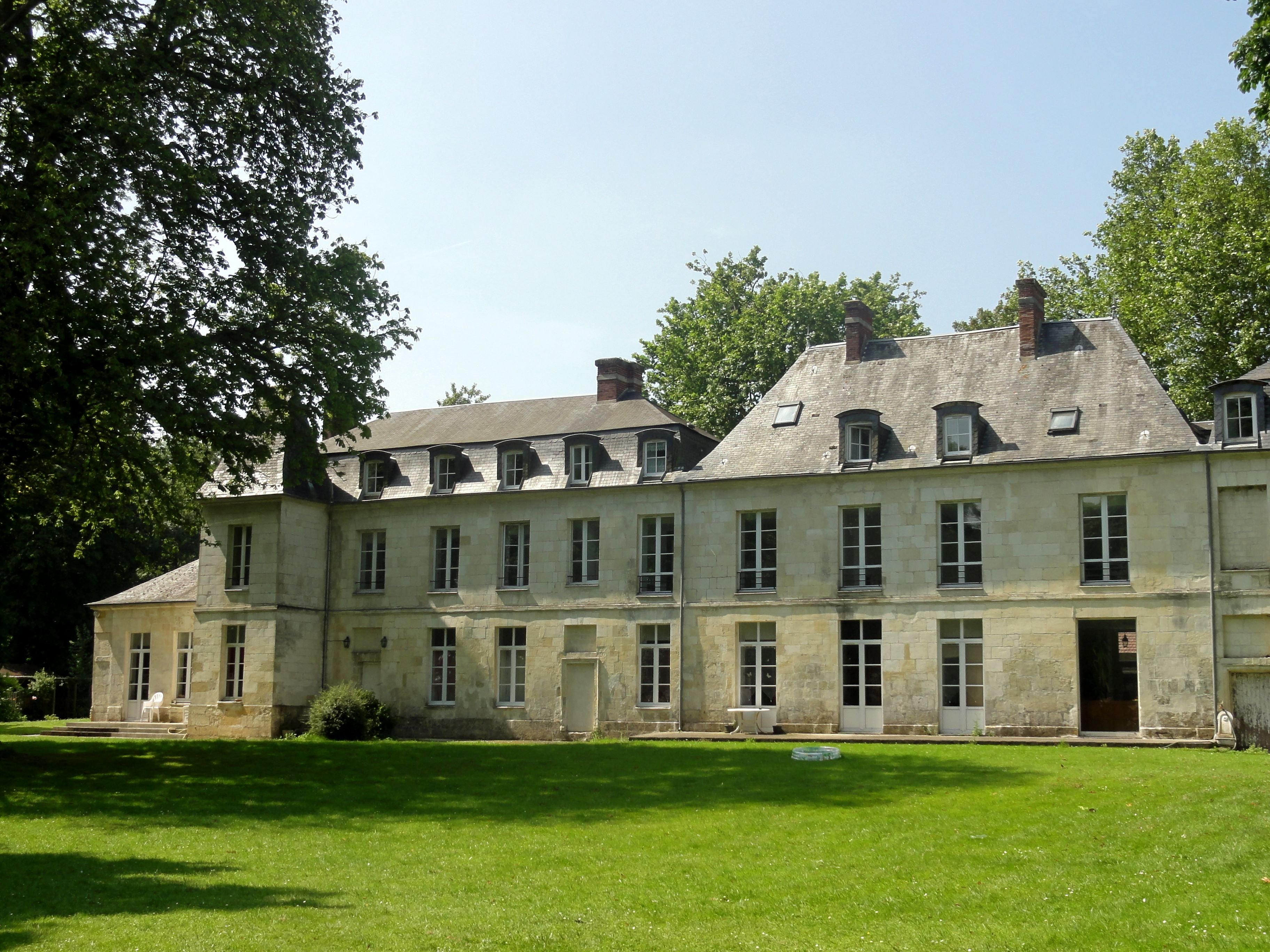
Schloss
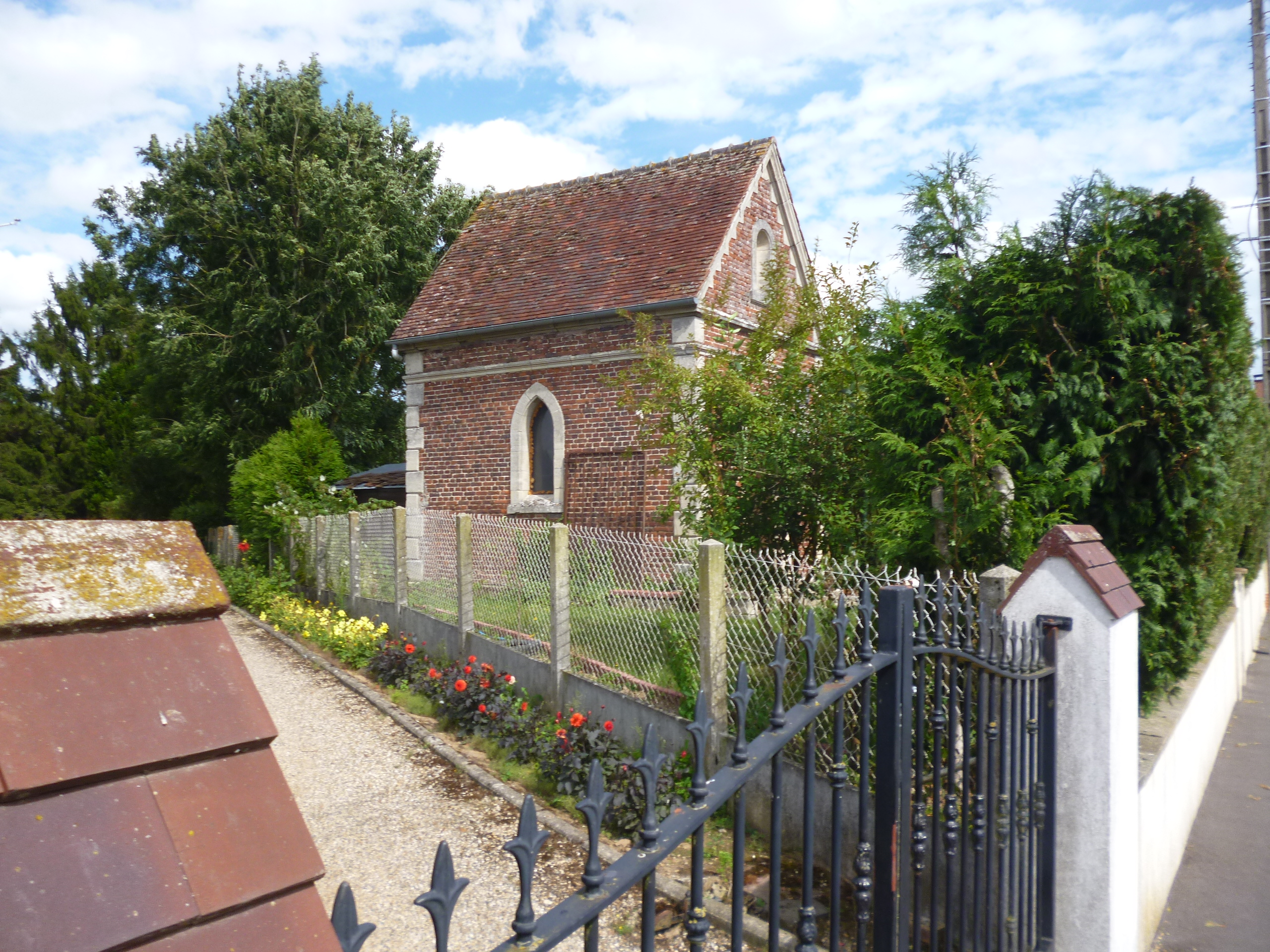
Kapelle
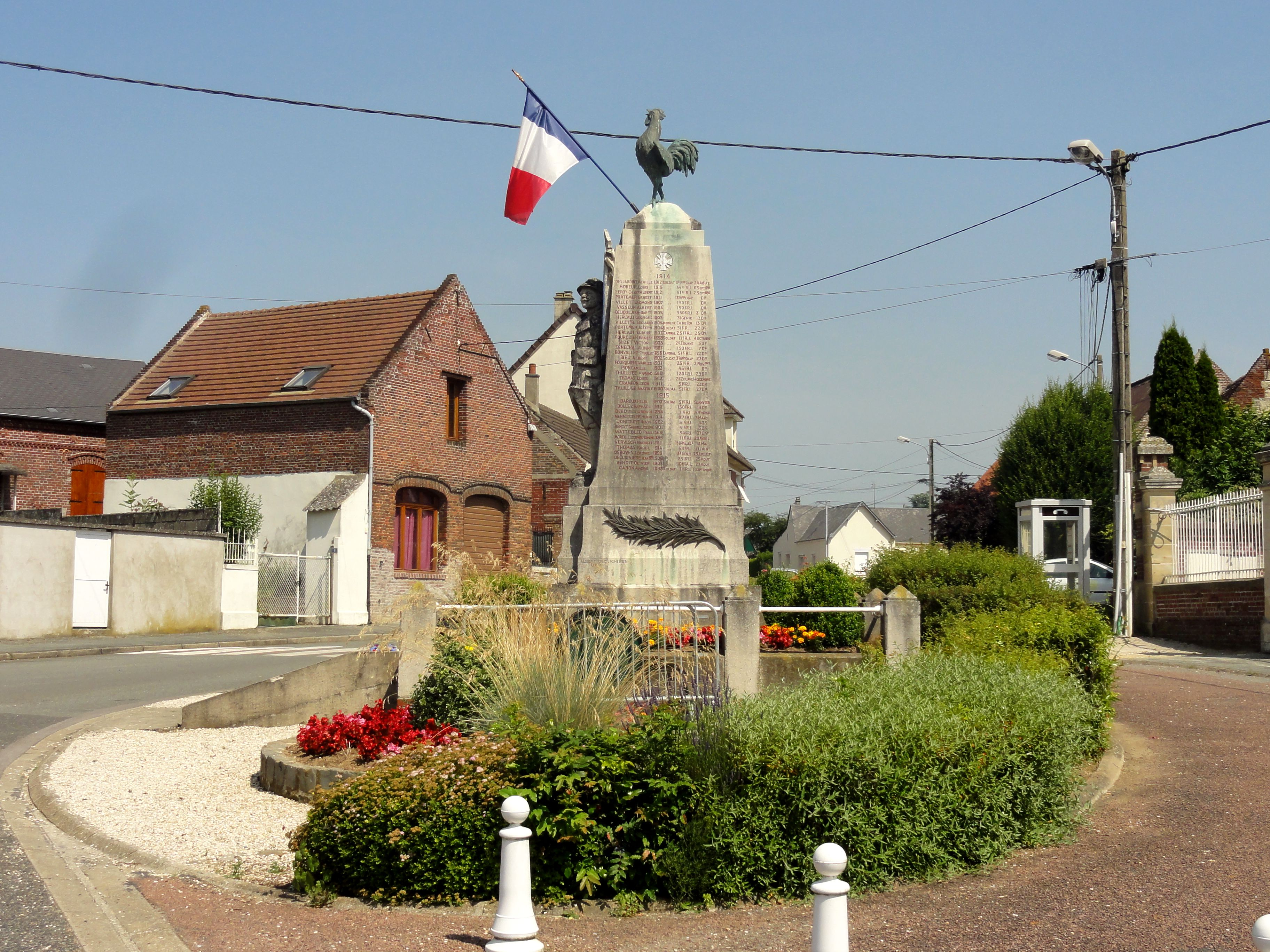
Gefallenendenkmal